# Українські жінки в бізнесі
Невіддільною частиною історії українського народу є політично і соціально активне жіноцтво. Проте вітчизняна жіноча історія слабко розкриває жіночий внесок у бізнес. Питання ролі жінки в суспільстві, соціумі розкривалося в різні періоди історії людства.
Дослідниці(-ки) сходяться на думці, що основні причини непропорційного представництва жінок у керівництві мають глибокі корені в культурі і виражаються в ряді гендерних стереотипів, сформованих у чоловіків-керівників. До таких забобонів належать припущення:
- «жінки, вступаючи в шлюб, залишають роботу»;
- «жінки не будуть працювати, поки у них маленькі діти»;
- «жінки незатишно почувають себе у світі чоловіків, а коли вони в нього потрапляють, чоловіки починають відчувати незручності»;
- «жінки — ненадійні працівниці, вони дуже емоційні і можуть зірватися в кризовій ситуації»;
- «керівниць не можна перевести на інше місце, якщо їхні чоловіки мають аналогічну чи кращу роботу»;
- часто виникає питання про походження первісного капіталу та ін.

## Історичний екскурс
Доньки, матері, дружини українських князів, гетьманів, попри свій соціальний політичний статус, мали й значний вплив у мистецькій, науковій, економічній сферах. Згадаймо хоча б Євпраксію Мстиславівну (займалася практичною медициною); Ганну Всеволодівну — настоятельницю монастиря «Андріївський „Янчин“ монастир», при якому створила школу для дівчат. Мала хороші управлінські та адміністративні здібності.
Суспільне становище жінки залежало від її майнового становища. Магнатки, «шляхтянки, незалежно від сімейного стану, володіючи інколи величезними земельними латифундіями, мали значну суспільну вагу у своїх повітах, … брали участь у конференціях, нарадах, сеймах, у з'їздах сільських господарів, у трибуналах».
У княжу добу жінки мали досить широкі права. На час відсутності чоловіка вони могли підписувати за нього будь-які документи. Якщо чоловік був державним діячем, дружина діяла в руслі його політики, а інколи й незалежно. Траплялося, що після смерті чоловіка, котрий обіймав державну посаду, дружина успадковувала не лише його майно, але й посаду. В козацьку добу широко відомими були Ганна Борзобагата-Красенська та княгиня Софія Ружинська з Карабчева. Зокрема, Борзобагата-Красенська як жінка надзвичайно рішуча і владна. Вона самостійно розпоряджалася майном і скарбницею Луцького єпископства, вела світське судочинство і часто робила «наїзди» на незговірливих сусідів.
- Галшка (Єлизавета) Василівна Гулевич (відома як Галшка Гулевичівна), фундаторка Києво-Могилянської академії (1575—1642, Луцьк), одна із засновниць Київського братства, монастиря і школи при ньому, дружина київського шляхтича Стефана Лозки.
- Мати гетьмана Магдалена Мазепина (Мазепа Марина (уроджена Мокієвська (Макієвська) — ігуменя Києво-Печерського Вознесенського і Глухівського Успенського дівочих монастирів. За її ігуменства Вознесенський монастир став освітнім і мистецьким осередком.
- Софія Терещенко — мисткиня, етнографка, організаторка і директорка Звенигородського музею старовини.
- Тетяна Лентовська-Едвардс — ініціаторка будівництва у 1910 році та перша розпорядниця (антрепренерка) Вінницького міського театру (нині — Театр імені Садовського).
- Катерина Грушевська — етносоціологиня, фольклористка, етнографиня, культурологиня, перекладачка з європейських мов, секретарка Українського соціологічного інституту у Відні (1919—1924), керівниця Кабінету примітивної культури ВУАН (1925—1930), редакторка часопису «Первісне громадянство і його пережитки в Україні» (1926—1930), дійсна член НТШ у Львові (з 1927).
- Софія Окуневська — перша жінка-лікарка у Австро-Угорській імперії. Разом з чоловіком відкрила приватну практику у Карлових Варах (Чехія). Першою у Львові використала променеву терапію у боротьбі з онкологією.
- Софія Парфанович — гінеколог, яка також очолювала антиалкогольне і протинікотинове товариство «Відродження» і була активісткою руху тверезості.

Підприємниці міжвоєнного часу — Ольга Левицька, яка заснувала хімічну фабрику «Зоря» у Львові, Клементина Авдикович-Глинська — власниця фабрики солодощів «Фортуна» (Львів).

## Сучасна українська бізнес-леді
Міжнародною організацією Grant Thornton, яка об'єднує незалежні аудиторські, бухгалтерські та консалтингові фірми, проведене міжнародне дослідження «Жінки в бізнесі: поза політикою до прогресу». Результати дослідження вдзначають збільшення економічної активності жінок: «Минулого року бізнес-спільнота переконалася, що жінкам є місце серед правління компаній. У 2018 році 75 % компаній у світі мали серед керівництва хоча б одну жінку. Більшість підприємств досягли певного рівня гендерного балансу. Це може бути результатом того, що бізнес-лідери переконуються в користі, яку може принести гендерно розмаїта команда. У той же час до таких змін може приводити увага до проблеми з боку ЗМІ та світових громадських організацій».
«Гендерно збалансований бізнес краще може боротися з проблемами, які виникають в різних бізнес-процесах. Більш різноманітні команди приймають кращі рішення і є більш стійкими», — запевняє Пітер Бодін, головний виконавчий директор Grant Thornton International Ltd.
У 2017 році YouControl брав участь у дослідженні, скільки жінок активно працює в українській бізнес-спільноті. Аналітики компанії порахували, що жінок у топ-менеджменті України — 30,6 %, а от власницями бізнесу є 28,3 %. У регіонах цей тренд теж зберігається, при цьому і найбільша кількість власниць бізнесів, і менеджерок в Одесі — 30,2 % та 29,5 %. Найчастіше українки стають керівницями в закладах, що стосуються освіти, державного управління й оборони, обов'язкового соціального страхування та організації харчування.
Найбільше жінок серед власниць мікробізнесу — 28,7 %, далі середній — 27,4 %, і по 22,7 % у малому та великому бізнесі (дані YouControl за 2016 рік). Топ-менеджерок: у малому бізнесі — 16 %, у великому — 18,4 %, у середньому — 24,9 %, найбільше менеджерок у мікробізнесі — 26,8 %.
Найбільше керівних посад українки обіймають у сфері освіти — майже 70 %. На другому місці — державне управління й оборона, а також обов'язкове соціальне страхування — 52,7 %. На третьому — сектор тимчасового розміщення та організації харчування — 43,7 %. Далі йде охорона здоров'я та надання соціальної допомоги — 43,1 %, діяльність у сфері адміністративного та допоміжного обслуговування — 42,5 %, операції з нерухомим майном — 36,6 %, мистецтво, спорт, розваги та відпочинок — 31,8 %. А от у науковій сфері, на відміну від освітньої, жінок вже менше на керівних посадах — 31,7 %. Ще менша представленість жінок на топ-менеджерських посадах у сферах фінансової та страхової діяльності — 29,3 %, інформації та телекомунікацій — 27,8 %, оптової та роздрібної торгівлі — 25,4 %. А от найменше жінок можна зустріти менеджерками у будівництві — 15,9 %, сфері постачання електроенергії, газу, пари та кондиційованого повітря — 15,8 % та добувній промисловості — 12,8 %
Серед жінок, які досягли визнання своєю працею, керівництвом, творчістю:
- Стелла Станкевич — українська майстриня ділового одягу, генеральна директорка ТДВ «Трембіта» з 1984 р. Голова ради підприємств м. Чернівці.
- Людмила Небожак — засновниця та керівниця fashion — додатку для організації гардеробу Cluis.
- Олена Полікарчик — підприємниця, співзасновниця компанії INSPE, творчиня наймасштабнішого в Україні заходу для стоматологів Inspe Open Air.
- Лідія Білас — фундаторка ТМ «Моршинська», володарка ордену «Зірка економіки України» третього ступеня та ордену Княгині Ольги третього ступеня, відома українська підприємниця. Керуюча партнерка заснованої нею Креативної міжнародної дитячої школи — ліцензованої приватної школи повного дня нового формату.
- Тетяна Абрамова — власниця компанії із пошиття одягу торгової марки «RITO».
- Софія Опацька — кандидатка економічних наук, проректорка з науково-педагогічної роботи Українського католицького університету, деканка та засновниця Львівської бізнес-школи УКУ (LvBS).
- Іветта Делікатна — експертка з бізнес-комунікацій, що має більш ніж 20-річний досвід роботи у сфері маркетингу та комунікацій, кандидатка економічних наук та номінантка премії «Слід у рекламі». Є співзасновницею десятка проєктів, засновницею та лідеркою корпоративного університету Talentari, співзасновницею філіалу Університету Сингулярності (США) в Києві.
- Мар'яна Савка — головна редакторка і співзасновниця «Видавництва Старого Лева». Поетеса, авторка 18 книг, серед яких і дитячі. Перекладачка, член Асоціації українських письменників та Національної спілки письменників України. Від 2017 року є Посолкою доброї волі ООН в Україні, з 2018-го — входить до ПЕН-клубу.
- Соломія Марчук — адвокатка, співзасновниця та виконавча директорка Юридичної компанії «Main Business Partner», член правління Західного регіонального об'єднання адвокатів.
- Марина Авдєєва — керуюча акціонерка CDO Страхова компанія «Арсенал Страхування», експертка в напрямку ефективності управління бізнес-процесами, член Advisory Board Міжнародний Інститут Бізнесу, ТОП 100 успішних жінок України, одна з найрейтинговіших спікерів проєкту BigMoney.
- Наталя Єремєєва — співвласниця та генеральна директорка компанії Stekloplast, співзасновниця та член Ради директорів Спілки Українських Підприємців.
- Наталя Колодницька (Нетовкіна) — президент ГО «Ділові Українські Жінки», засновниця та власниця Ювелірного Дому ZARINA, Голова Громадянського Руху «За процвітання Черкащини», ініціаторка Міжнародного духовного фестивалю ViraFest та Фестивалю Святого Миколая в Чигирині, ініціаторка творчого практикуму RYM — Рух Успішної Молоді.
- Наталя Кваша — генеральна директорка компанії «ORION Україна».
- Руслана Римарська — власниця сімейної пекарні «Будьмо здорові» (печиво «Смакулі»).
- Ольга Просянюк — адвокатка, керуюча партнерка АО «AVER LEX».

## Підтримка та сприяння жіночому підприємництву
В Україні з метою підтримки жінок в бізнесі та заохоченню їх активної підприємницької діяльності діє значна кількість всеукраїнських, місцевих організацій, об'єднань, платформ. Вагомий внесок, особливо у фінансовому сприянні українським підприємницям, належить ЄС, уряду Канади, Швеції, міжнародним організаціям.
- З 2010 року в Україні активно діє громадська організація «Ділові українські жінки» (ДУЖ). Метою є формування свідомої громадської активності жінки, сприяння розкриттю її творчого потенціалу та реалізації в суспільстві. Організація об'єднує самодостатніх, освічених, толерантних, мислячих, ініціативних, відповідальних ділових жінок, які досягли успіху в різних сферах життя та готові інвестувати свої часові, матеріальні, інтелектуальні ресурси в розвиток України, її державних і суспільних інституцій та громадян.
- Українська платформа «Жінки в бізнесі» створена з метою об'єднати підприємець, лідерок, представниць жіночих бізнес-асоціацій і стати опорою та рушійною силою для розвитку й популяризації жіночого підприємництва в Україні. Це майданчик для нових знайомств, розвитку та навчання, нетворкінгу, взаємної підтримки, обміну досвідом, генерування нових ідей, реалізації спільних проєктів та менторства.
- Канадсько-український проєкт підтримки торгівлі та інвестицій та розроблена ними програма наставництва SHEforSHE, ціль якої сприяти розвитку жіночих бізнесів в Україні та просуванню їх продукції на зовнішні ринки, в першу чергу на ринок Канади. // Канадсько-український проєкт підтримки торгівлі та інвестицій.
- Європейський Союз впроваджує чимало програм на підтримку жінок у бізнесі. Найвідомішою є EU4Business — програма ЄБРР «Жінки в бізнесі» у країнах Східного партнерства, що діє до 2022 року, а на її реалізацію передбачено 43,4 млн євро. Програма створена задля сприяння жіночому підприємництву, участі жінок у бізнесі за рахунок підтримки фінансування підприємств, очолюваних жінками, для їх сталого зростання і створення нових робочих місць, створення стійких фінансових продуктів, придатних для МСП тощо. Завдяки цій програмі можна дізнатися про можливості фінансування, пройти навчання, знайти оточення однодумців тощо.
- «Глобальний фонд для жінок» підтримує жіночі групи, діяльність яких спрямована на поліпшення становища жінок і дівчат у світі. Фонд постійно виділяє гранти на загальний розвиток діяльності жіночих об'єднань, які сприяють розбудові миру і викоріненню гендерної нерівності, участі жінок у суспільно-політичному житті, підвищенню доступу до освіти тощо.
- Європейський Банк Реконструкції та Розвитку працює з підприємствами малого та середнього бізнесу (МСБ), які очолюють жінки, для активнішого залучення жінок у бізнес. Надаючи доступ до фінансування та консультацій з питань ведення бізнесу, допомагають отримати необхідні практичні навички, знання та ресурси.
- бізнес-інтенсив «Академія для жінок-підприємниць» проходить в рамках проєкту за підтримки Відділу преси, освіти та культури Посольства США в Україні. [[4]]

В Україні з метою пропагування підприємництва серед жінок існують такі організації, як: Фонд Чері Блер для жінок, IMC-Ukraine, Жіноча Професійна Ліга, Жіночій консорціум України та НАН України (з питань жінок). Програма фінансується ЄБРР, Європейським Союзом, Швецією, Фондом країн раннього перехідного періоду та Фондом підтримки малого бізнесу.
Україна приєднується до загальносвітової тенденції до більшого залучення жінок в економічне життя, політичне управління, підвищення їхньої соціально-культурної ролі в державі.